# AFVG
O AFVG (Anglo-French Variable Geometry) foi uma aeronave experimental supersónica de combate táctico com uma asa de geometria variável, desenvolvida por uma parceria entre a British Aircraft Corporation no Reino Unido e a Dassault Aviation de França. O projecto foi cancelado em Junho de 1967, quando o governo francês retirou-se do projecto. A BAC modificou as especificações do caça para atender unicamente às necessidades da Força Aérea Real, reconfigurando o design como UKVG e procurando novos parceiros internacionais para desenvolver a aeronave, que no final resultou no Panavia Tornado.

## Desenvolvimento

### Início do projecto
O projecto AFVG teve início num estudo de design de um P.45 da BAC para uma aeronave de geometria variável capaz de servir nas missões de treino e na linha da frente para a Força Aérea Real. Outros designs também estiveram na origem para o projecto inicial para alcançar um AST.362.

### Colaboração anglo-francesa
Discussões em torno do projecto tiveram início em 1964 entre a França e a Grã-Bretanha num clima de colaboração em programas de aviação militar com Handel Davies, o co-presidente do comité anglo-francês, e o francês Lecamus, negociando o lançamento de duas novas aeronaves militares de combate. Os franceses tomariam a liderança do projecto no que competia às componentes de treino e de ataque-terrestre ligeiro, enquanto os britânicos assumiriam a liderança do desenvolvimento da asa multi-funções da aeronave.
A 17 de Maio de 1965, depois do cancelamento do BAC TSR-2, os governos britânico e francês assinaram acordos para dois projectos conjuntos; um baseado no proposto Breguet Aviation Be.121 ECAT ("Tactical Combat Support Trainer"), que mais tarde com o cancelamento do AFVG se tornaria no SEPECAT Jaguar, e o outro seria o AFVG, uma aeronave com uma envergadura ligeiramente maior, com geometria variável, capaz de aterrar em porta-aviões franceses, actuar como interceptor, efectuar ataques tácticos e reconhecimento para a Força Aérea Real.

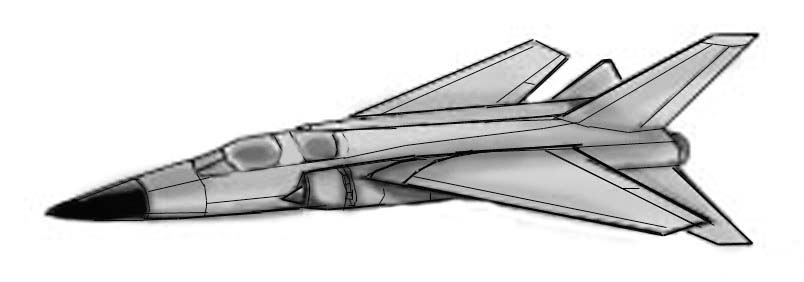
Design artístico baseado no AFVG de 1965.

### Espeficicações de design
Ao serviço da RAF, pretendia-se original que o AFVG fosse um caça, substituindo o English Electric Lightning. Contudo, devido à decisão da RAF em optar pelo F-4 Phantom II para preencher essa lacuna, o papel do AFVG mudou em 1966 para servir como aeronave de apoio ao F-111K ao substituir o English Electric Camberra e o V bomber.
O AFVG seria alimentado por dois motores turbofan SNECMA/Bristol Siddeley M45G. O programa de desenvolvimento dos motores seria apresentado pelo governo francês a uma parceria composta pela SNECMA e Bristol Siddeley, em França.

### Cancelamento
Para Marcel Dassault, o fundador da empresa que carregava o seu nome, a Dassault Aviation ao recuar-se da liderança num grande projecto como o AFVG em prol da BAC, a empresa seria seriamente afectada no seu objectivo a longo-prazo de se tornar numa grande potência no desenvolvimento de aeronaves de combate. Depois de pouco menos de um ano, a Dassault começou propositadamente a afastar-se do projecto AFVG, trabalhando em dois projectos da empresa: o Dassault Mirage G e o Dassault Mirage F1.
Em Junho de 1967, o governo francês anunciou a sua retirada do projecto AFVG alegando motivos relativos a custos monetários. Esta decisão por parte dos franceses levou a acesos debates na Câmara dos Comuns. Por esta altura, o Ministério do Ar do Reino Unido via-se num dilema devido ao pouco tempo que restava para se formalizar o cancelamento do F-111k, uma decisão que foi tomada no início de 1968.

## Novo design
Com a RAF vendo-se sem algum tipo de aeronave capaz de cumprir o papel de interceptor, a BAC reaproveitou o design do AFVG, eliminando as características francesas que deixariam de fazer sentido consoante as necessidades da RAF, transformando o AFVG numa aeronave de maior envergadura, sendo ainda de geometria variável, porém com um poder de ataque superior. O seu nome seria UKVG. O financiamento para este projecto, ao ser seriamente restrito pela governo britânico, fez com que houvesse uma necessidade de procurar parceiros internacionais na NATO para a realização deste, tornando-o num interceptor comum a diversos países NATO. Este projecto evoluiria assim para o Panavia Tornado.